# حقوق الإنسان في مولدوفا
تعرضت حالة حقوق الإنسان في مولدوفا للفحص الدقيق في السنوات الأخيرة، تحدثت منظمات حقوق الإنسان داخل مولدوفا وحول العالم تجاه ما يشعرون به من قمع غير عادل لوسائل الإعلام المستقلة، فضلاً عن غيرها من الانتهاكات.  رصد مكتب وزارة الخارجية الأمريكية والمكافحة التجارة غير المشروعة بالأشخاص مما وضع البلاد في «قائمة المراقبة» محتلة بذلك المستوى الثاني في عام 2017.

## التاريخ
تمت مراقبة تغطية وسائل الإعلام الحكومية للاحتجاجات في الشوارع عام 2002 بشأن محاولة الشيوعيين بإعادة دراسة إلزامية اللغة الروسية والدفاع عن الهوية الثقافية التي تتقاسمها غالبية المولدوفيين مع رومانيا المجاورة. في فبراير عام 2002، رداً على الرقابة الشديدة لمحطة البث التليفزيونية الحكومية تيلراديديو - مولدوفا (تي في ام)، أضرب المئات من صحفيي تيلراديديو - مولدوفا في تضامن مع المعارضة المناهضة للشيوعية. رداً على ذلك تم طرد وتعليق عدد قليل من الصحفيين والموظفين من المحطة في مارس.
ومع ذلك، حدث تحسن في عام 2004 وأزال البرلمان المولدوفي المادة 170 من القانون الجنائي للبلاد. المادة 170 كانت تطالب بالسجن لمدة تصل إلى خمس سنوات بتهمة التشهير.
ووفقاً لما ذكرته منظمة الأمن والتعاون في أوروبا، ظل المناخ الإعلامي في مولدوفا مقيدا في عام 2004، واصلت السلطات حملة طويلة لإسكات أصوات وحركات المعارضة المستقلة. في قضية انتقدت على نطاق واسع من قبل المدافعين عن حقوق الإنسان، حكم على السياسي المعارض فاليريو باسات بالسجن لمدة عشر سنوات. اعتبرته الولايات المتحدة والمدافعين عن حقوق الإنسان من الاتحاد الأوروبي سجيناً سياسياً، كم أن بياناً رسمياً من وزارة الخارجية الروسية دعا الحكم «قسوة لافتة للنظر».
وفقاً للتقرير السنوي لعام 2007 الصادر عن منظمة العفو الدولية، كانت حالة حقوق الإنسان في مولدوفا سيئة للغاية. تم التصديق على عدد من المعاهدات التي تحمي حقوق المرأة، غير أن الرجال والنساء والأطفال لا يزال يجري الاتجار بهم لأغراض الاستغلال الجنسي القسري وغيره.  كانت تدابير حماية المرأة من العنف المنزلي غير كافية. تم إجراء تغييرات دستورية لإلغاء عقوبة الإعدام. تم تقييد حرية التعبير كما تم استهداف السياسيون المعارضون.
في عام 2009، عندما عانت مولدوفا من أشد الاضطرابات المدنية خطورة خلال عقد من الزمن، قُتل العديد من المدنيين مثل فاليريو بوبوك على أيدي الشرطة وأصيب أيضاً العديد من الجرحى.  وفقاً لتقرير حقوق الإنسان الصادر عن وزارة الخارجية للولايات المتحدة، والذي صدر في أبريل 2011، "على عكس العام السابق، لم ترد أية تقارير عن حوادث قتل على أيدي قوات الأمن. خلال السنة انخفضت بشكل كبير تقارير الحكومة التي تمارس نفوذاً بلا مبرر له على وسائل الإعلام. " لكن «استمرت سلطات ترانسنيستريا في مضايقة وسائل الإعلام المستقلة ومشرعي المعارضة، وتقييد حرية الجمعيات، الحركة، الدين، والتمييز ضد الناطقين بالرومانية». قال مقرر لجنة الامم المتحدة الخاص المعني بحرية الدين أو المعتقد هاينر بيليفيلد تفي في كيشيناو في سبتمبر الماضي أن مولدوفا «حققت تقدماً ملحوظا» في مجال الحرية الدينية منذ عهد الاتحاد السوفياتي لكنها لا تزال قادرة على اتخاذ مزيد من الخطوات لتعزيز التنوع. 2011.

## حقوق الفئات الضعيفة

### شعب الرّوما
يمثل التمييز بين أفراد طائفة «الرّوما» مشكلة مزمنة في مجتمع مولدوفا. تظهر هيئات إنفاذ القانون، ولا سيما الشرطة، سلوكا تمييزياً، وأعمال عدائية، وسلوكيات مسيئة، وعنف جسدي ونفساني تجاههم. عادةً ما تتم المعاملة السيئة أثناء الاحتجاز وتهدف إلى الحصول على شهادات وإفادات. كان هناك أيضاً حالات رفضت فيها سلطات الدولة التحقيق في حالات الاعتداء البدني أو المعاقبة على ما يرتكبه الأفراد ضد شعب الرّوما. إن مستوى إلمام شعب «الرّوما» بالقراءة والكتابة أقل من المتوسط الوطني، وبعض المجتمعات المحلية لا تملك المياه الجارية، أنابيب المياه، والتدفئة.

### حرية التعبير وحرية الصحافة
تحمي الدساتير والقوانين المولدوفية حرية التعبير وحرية الإعلام، وتمنع الرقابة. ومع ذلك، تُمارس الرقابة المباشرة وغير المباشرة، وقد تم تصنيف مولدوفا على أنها «حرة جزئياً» في تقرير فريدوم هاوس 2016 لحرية الصحافة.